# Ágios Efstrátios
Ágios Efstrátios ou Áyios Efstrátios (grec moderne : Άγιος Ευστράτιος), ou Saint-Eustrate, connue dans l’Antiquité sous le nom d’Halon(n)èse (grec ancien : Ἁλόνησος ou Ἁλόννησος / Halón(n)ēsos, « l’île du sel ») est une petite île grecque, dans le Nord-Est de la mer Égée, à 30 km au sud-ouest de Lemnos et à 80 km au nord-ouest de Lesbos. Elle forme un dème (municipalité) de la périphérie d'Égée-Septentrionale, dans le district régional de Lemnos.
C'est aussi l'île de Stratis dans le jeu vidéo ARMA III.

## Nom
Selon la légende, l'île doit son nom à saint Eustrate, qui aurait été exilé sur l'île au XIe siècle à cause de son opposition au métropolite Léon de Chalcédoine (1086). Sa tombe supposée est toujours visible. Auparavant l'île s'appelait Halonesos, l'« île du sel ».

## Géographie

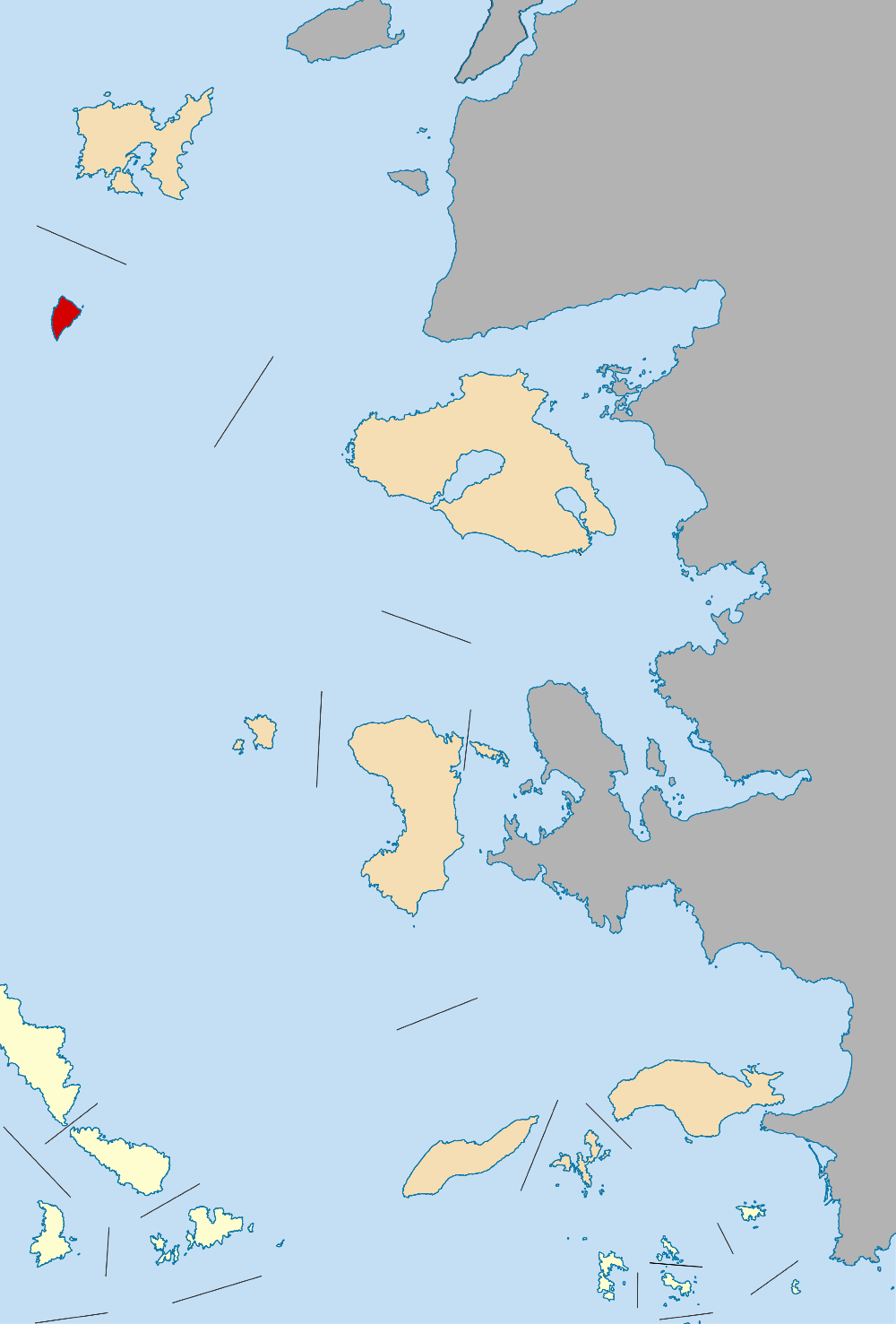
Le dème d'Agios Efstrátios depuis la réforme Kallikratis (2010)

### Situation et accès
L'île, isolée (cas rare parmi les îles grecques qui, pour la plupart, sont groupées en archipels), compte environ 300 habitants permanents. Elle est reliée par ferries à Lemnos (à 18 milles marins soit 30 km), à Kymi en Eubée (à 60 milles marins au sud-ouest soit 108 km) et au continent (port de Kavala à 58 milles marins au nord soit 100 km).

### Géologie et topographie
L'île est d'origine volcanique et présente plusieurs plages comme Agios Antonios, Avlakia et Lemoni. Avec ses 43,3 km², elle forme un triangle large de 6 km, long de 11 km, qui culmine au pic Simadi (Σημάδι) à 298 m.

### Climat
L'île présente un climat aride, les rares pluies éparses se produisant en hiver et ne suffisant plus, depuis des décennies, à remplir les citernes, d'où la nécessité d'importer de l'eau douce par bateau-citerne. L'été est long, très sec et fortement ensoleillé ; les arbres sont rares sur l'île.

### Écologie
La végétation est adaptée à l'aridité, avec beaucoup de plantes halophiles et xérophiles : la garrigue domine largement, du maquis subsiste dans les vallons, tandis que les collines sont souvent dénudées. L'agence de presse hellénique rapporta, le 4 juin 2009, qu'à la Conférence d'Athènes sur le changement climatique et les défis des générations futures que le ministre grec du Développement, Kostís Hadjidákis, présenta Agios Efstrátios comme devant devenir « la première île 100 % verte de la Grèce », entièrement autonome en énergie grâce aux sources renouvelables (éolien et solaire) et aux transports alternatifs (voitures, camions, minicars, vélos électriques). Selon le ministre, 10 millions d'euros auraient dû être investis en 2010 pour parvenir à ce résultat, mais les conséquences de la dérégulation mondiale et des endettements de la Grèce frappèrent durement l'état grec et ces financements ne purent être assurés. Toutefois l'île, où les traditionnels ânes de bât ont toujours de l'utilité lorsque les carburants manquent, a été incluse dans le réseau Natura 2000. En 2012, à la suite du changement climatique, l'île connut une invasion de criquets sous-tropicaux.

## Histoire

### Lieu d'exil
L'île fut souvent un lieu d'exil, comme pour le saint qui lui donna son nom. Dans les années 1930, elle fut une île-prison pour les opposants à la dictature du général Metaxas, et retrouva ce rôle en 1967 avec la dictature des colonels qui y envoya Míkis Theodorákis. En 1968, un tremblement de terre a détruit les bâtiments pré-fabriqués servant à détenir les exilés, effaçant ainsi cette partie de son histoire.

## Économie
Avec un paysage de rochers, l'agriculture est peu productive. L'île vit de la pêche et du tourisme pour ses nombreuses plages.

## Population et société

### Démographie
| Année     | 1920 | 1928 | 1940  | 1951  | 1961  | 1971 | 1981 | 1991 | 2001 | 2011. |
| --------- | ---- | ---- | ----- | ----- | ----- | ---- | ---- | ---- | ---- | ----- |
| Habitants | 894  | 786  | 1 131 | 3 849 | 1 061 | 422  | 269  | 286  | 371  | 270   |

## Pour approfondir